# Portugal en la Copa Mundial de Rugby
La selección de rugby de Portugal participó en la Copa del Mundo de Rugby de Francia 2007. En dicha ocasión clasificó por repechaje intercontinental.
Los Lobos no consiguieron avanzar a cuartos de final siendo eliminados en primera fase ni consiguieron el pase automático al próximo mundial.

## Francia 2007

### Plantel
Entrenador:  Daniel Hourcade

### Participación

#### Grupo C

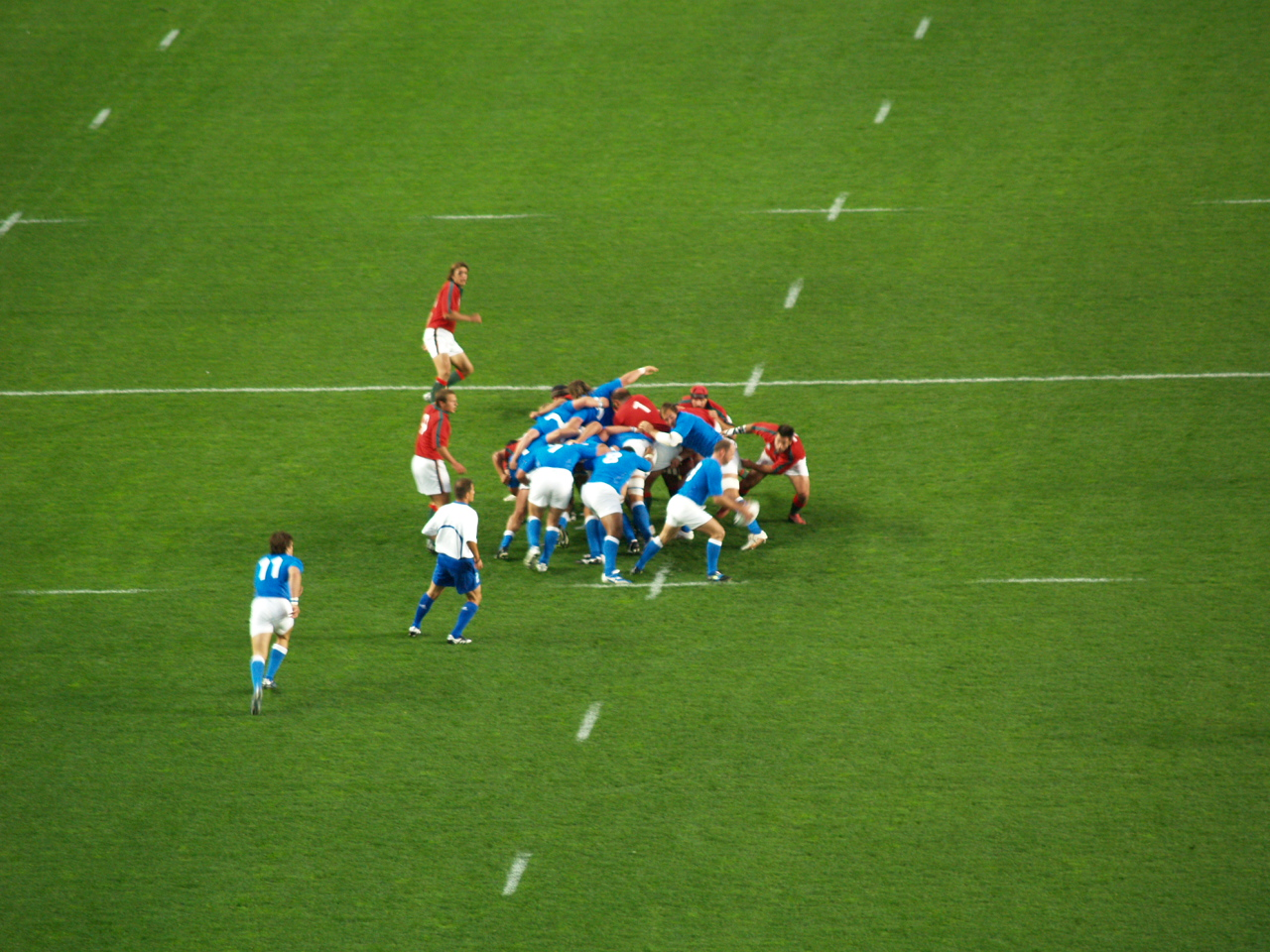
Scrum durante el partido entre Italia y Portugal.

| Posición | Equipo        | Partidos | Partidos | Partidos  | Partidos | Tantos  | Tantos    | Tantos     | Puntos bonus | Puntos |
| Posición | Equipo        | jugados  | ganados  | empatados | perdidos | a favor | en contra | diferencia | Puntos bonus | Puntos |
| -------- | ------------- | -------- | -------- | --------- | -------- | ------- | --------- | ---------- | ------------ | ------ |
| 1        | Nueva Zelanda | 4        | 4        | 0         | 0        | 309     | 35        | + 274      | 4            | 20     |
| 2        | Escocia       | 4        | 3        | 0         | 1        | 116     | 66        | + 50       | 2            | 14     |
| 3        | Italia        | 4        | 2        | 0         | 2        | 85      | 117       | - 32       | 1            | 9      |
| 4        | Rumania       | 4        | 1        | 0         | 3        | 40      | 161       | - 121      | 1            | 5      |
| 5        | Portugal      | 4        | 0        | 0         | 4        | 38      | 209       | - 171      | 1            | 1      |

## Francia 2023

### Grupo C
| Posición | Selección | Partidos | Partidos | Partidos  | Partidos | Tries a favor | Tantos  | Tantos    | Tantos     | Puntos extra | Puntos |
| Posición | Selección | jugados  | ganados  | empatados | perdidos | Tries a favor | a favor | en contra | diferencia | Puntos extra | Puntos |
| -------- | --------- | -------- | -------- | --------- | -------- | ------------- | ------- | --------- | ---------- | ------------ | ------ |
| 1.       | Gales     | 4        | 4        | 0         | 0        | 17            | 143     | 59        | +84        | 3            | 19     |
| 2.       | Fiyi      | 4        | 2        | 0         | 2        | 7             | 88      | 83        | +5         | 3            | 11     |
| 3.       | Australia | 4        | 2        | 0         | 2        | 11            | 90      | 91        | -1         | 3            | 11     |
| 4.       | Portugal  | 4        | 1        | 1         | 2        | 5             | 64      | 103       | -39        | 0            | 6      |
| 5.       | Georgia   | 4        | 0        | 1         | 3        | 14            | 64      | 113       | -49        | 1            | 3      |